# Emelia Gorecka
Emelia Gorecka (née le 29 janvier 1994 à Epsom) est une athlète britannique, spécialiste des courses de fond et de cross-country.
Elle remporte le titre du 3 000 m lors des Championnats d'Europe juniors d'athlétisme de 2013 à Rieti (Italie).

## Palmarès

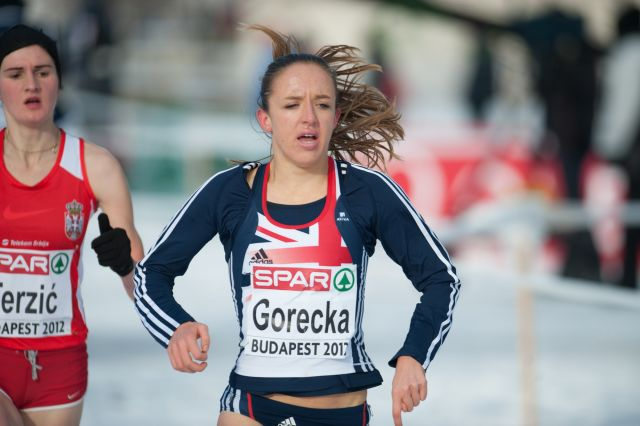
Emelia Gorecka lors des Championnats d'Europe de cross-country 2012.

| Date | Compétition                                | Lieu  | Résultat | Épreuve | Performance   |
| ---- | ------------------------------------------ | ----- | -------- | ------- | ------------- |
| 2013 | Championnats d'Europe juniors d'athlétisme | Rieti | 1re      | 3 000 m | 9 min 12 s 53 |